# Harald Schleuter
Harald Schleuter (* 16. Dezember 1937 in Dessau) ist ein deutscher Schriftsteller.

## Leben
Schleuter wuchs in Lüttchendorf bei Eisleben auf. Nach dem Besuch der Oberschule absolvierte er ein Ingenieur-Studium der Chemie in Magdeburg. Er wurde Laborleiter in einem Kaliwerk verbunden mit Dienstreisen nach Brasilien, Kolumbien und Peru. Er war für Chemieprodukte Exportkaufmann. Schleuter war bis 2000 Mitglied des Verband deutscher Schriftstellerinnen und Schriftsteller (VS). Er lebt seit 1965 in Erfurt. Er ist Mitglied der Goethe-Gesellschaft Erfurt e.V. Sein Schriftstellerdebüt hatte Schleuter mit Metas Hochzeit und andere Dorfgeschichten, die im Mitteldeutschen Verlag Halle erschien.
Im Jahr 1989 wurde ihm in Weimar als Letztem der 1972 gestiftete Louis-Fürnberg-Preis des Rates des Bezirkes Erfurt während einer Festveranstaltung zum 80sten Geburtstag von Louis Fürnberg verliehen.

## Werke (Auswahl)
- Metas Hochzeit und andere Dorfgeschichten, Erzählung für Kinder, Halle 1984.
- Reklamation, Roman, Halle 1987.
- Der Pfirsichhund, Erzählung, München 1995.
- Hannes Entenvater, Erzählung, München 1996.
- Kali unterm Zuckerhut, Magdeburg 2005.
- Von Sieg zu Siech. Streiflichter gegen das Vergessen, Magdeburg 2010.
- Eddis Traum. Lok ohne Feuer, (erscheint April 2024).

## Ehrungen
- Louis-Fürnberg-Preis 1989,
- Jan-Procházka-Jugendliteraturpreis 1993